# Agnodike
Agnodike oder Agnodice, auch Hagnodike (griechisch Ἀγνοδίκη; vielleicht 3. Jahrhundert v. Chr.) gilt als erste Ärztin der griechischen Antike. Sie soll als Geburtshelferin gearbeitet haben. 
Sie ist nur bekannt aus einem Bericht bei Hyginus Mythographus (‚Fabulae‘ 276, 10–13). Demnach war sie Athenerin und konnte zunächst ihre Fähigkeiten nur geheim oder in Männerkleidung erwerben und anwenden. Ihre Patientinnen hätten sie aber erst akzeptiert, nachdem sie sich ihnen als Frau offenbarte. Wahrscheinlich von Neidern verleumdet, wurde ihr der Prozess gemacht, weil es damals Frauen und Sklaven nicht erlaubt war, als Arzt zu arbeiten. Gerettet wurde sie – so die Erzählung – durch Intervention ihrer teils hochgestellten Patientinnen. Nach dieser Verhandlung sei das Verbotsgesetz aufgehoben worden.
Als Agnodikes Lehrer nennt Hyginus einen gewissen Hierophilos oder Herophilos. Dabei könnte es sich um den alexandrinischen Arzt Herophilos von Chalkedon (um 290 v. Chr.) gehandelt haben, so dass Agnodike im 3. Jahrhundert v. Chr. gelebt hätte.